# 古野清人
古野 清人（ふるの きよと、1899年10月6日 - 1979年3月1日）は、日本の宗教社会学者。

## 経歴
1899年、福岡県生まれ。1921年(大正10年)3月、第三高等学校卒業。1926年、東京帝国大学文学部宗教学科を卒業。
卒業後は、1928年11月から翌2月まで東京帝国大学付属図書館嘱託となる。1929年3月からは帝国学士院事務嘱託として勤務していたが、1940年10月に南満州鉄道東亜経済調査局嘱託となる。1943年1月18日に勅令第20号「民族研究所官制」によって民族研究所が文部省傘下の研究施設として設立されると移籍し、第3部（中部・西部アジア）・第5部部長（東南アジア・インド太平洋圏）を兼任した。
太平洋戦争終結にともない、1945年10月に民族研究所は廃止となる。そのため退職した古野は、1945年11月より天理語学専門学校校長となった。1948年6月、九州大学教授に着任。1956年11月からは北九州大学学長をつとめた。1960年12月より旧・東京都立大学教授。1962年、文学博士号を取得。1964年に東京都立大学を定年退職した後は、獨協大学、武蔵大学、駒澤大学教授となり教鞭をとった。
学界では、1977年より日本学士院会員。日本宗教学会会長(1977年11月～)、民族学振興会理事長、日仏社会学会会長などをつとめた。1979年3月に死去した。

### 職歴
- 1928年（昭和3年）11月 - 東京帝国大学付属図書館嘱託
- 1929年（昭和4年）3月 - 帝国学士院（現・日本学士院）事務嘱託
- 1940年（昭和15年）10月 - 南満州鉄道東亜経済調査局嘱託
- 1943年（昭和18年）1月 - 文部省民族研究所員
- 1945年（昭和20年）11月 -  天理語学専門学校（現・天理大学）校長
- 1948年（昭和23年）6月 - 九州大学教授
- 1956年（昭和31年）11月 - 北九州大学学長
- 1960年（昭和35年）12月 - 旧・東京都立大学教授
- 1964年（昭和39年）4月 - 獨協大学教授
- 1969年（昭和44年）4月 - 武蔵大学教授
- 1973年（昭和48年）4月 - 駒澤大学教授

## 受賞・栄典
- 1966年（昭和41年）11月 - 紫綬褒章
- 1970年（昭和45年）4月 - 勲三等瑞宝章
- 1975年（昭和50年）6月 - 日本学士院賞受賞。「キリシタニズムの比較研究」の功績による。
- 1977年（昭和52年）11月 - フランス政府より教育功労章
- 1979年（昭和54年）3月 -  勲二等瑞宝章（死後に授与される）

## 研究内容・業績
- エミール・デュルケーム、マルセル・モースらフランス社会学派の方法を用い、日本の宗教社会学を研究した。
- 著作集全8巻がある。

## 著作

### 著書
- 『現代神道概説』 山喜房出版部 1931
- 『宗教社会学 学説・研究』 河出書房 1938（社会学研究叢書）
- 『宗教心理の研究』 河出書房 1940
- 『原始文化の探求』 白水社 1942
- 『大東亜の宗教文化』 文部省教学局宗教課 1943（宗教文化叢書）
- 『高砂族の祭儀生活』 三省堂 1945
- 『宗教心理学説』 養徳社 1948
- 『宗教社会学説』 野村書店 1948
- 『隠れキリシタン』 至文堂 1959、増補版1972（日本歴史新書）、新版1984
- 『原始宗教』 角川新書 1964／三一書房 1973
- 『原始文化ノート』 紀伊国屋新書 1967
- 『獅子の民俗 獅子舞と農耕儀礼』 岩崎美術社 1968（民俗民芸双書）、新版1982
- 『農耕儀礼の研究 筑前宗像における調査』 東海大学出版会 1970
- 『宗教生活の基本構造 その社会・文化的研究』 社会思想社 1971
- 『原始宗教の構造と機能』 有隣堂出版 1971
- 『古野清人著作集』全7巻・別巻1 三一書房 1972-1974／新装版・南斗書房 1990.7
  - 第1巻 高砂族の祭儀生活
  - 第2巻 原始宗教の構造と展開
  - 第3巻 シャーマニズムの研究
  - 第4巻 原始文化の探求
  - 第5巻 キリシタニズムの比較研究
  - 第6巻 日本の宗教民俗
  - 第7巻 宗教の社会学・心理学
  - 別巻 宗教人類学者の回想
- 『宗教人類学五十年』 耕土社 1980.5

### 編著
- 南方問題十講 第一書房 1942

### 記念論集
- 現代諸民族の宗教と文化 社会人類学的研究 古野清人教授古稀記念論文集 社会思想社 1972

### 翻訳
- 『宗教心理』 アンリ・ドラクロア 同文館 1926
- 『宗教生活の原初形態』 エミール・デュルケム 刀江書院 1930-1933／岩波文庫（改訳版）1975。各・上下
- 『トテミズムの研究』 マリア・ルイス・トレス 森山書店 1934
- 『マホメット伝』 エミル・デルマンゲム 白水社 1940
- 『原始神話学』 リュシアン・レヴィ＝ブリュル 浅見篤共訳 創元社 1946／弘文堂（単独改訳）1970、新版1981、1996
- 『心と肉体 精神身体医学』 フランダース・ダンバー 金久卓也共訳 養徳社 1951
- 『社会学史』 ガストン・ブートゥール 白水社 文庫クセジュ 1952
- 『人文地理』 モーリス・ル・ラヌー 白水社 1953（白水社科学選書）
- 『民族学の歴史』 ジャン・ポワリエ 白水社 文庫クセジュ 1970